# Jaroslav Hájek (politik)
Jaroslav Hájek byl český a československý politik Komunistické strany Československa, poslanec České národní rady a Sněmovny národů Federálního shromáždění na počátku normalizace.

## Biografie
Po federalizaci Československa usedl do Sněmovny národů Federálního shromáždění. Mandát nabyl až dodatečně v prosinci 1969. Nominovala ho Česká národní rada, kam usedl rovněž dodatečně v listopadu 1969. Ve federálním parlamentu setrval až do konce funkčního období, tedy do voleb v roce 1971.
V seznamu dodatečně zvolených poslanců FS z prosince 1969 se uvádí jistý František Hájek, předseda MěNV Františkovy Lázně. Jmenný rejstřík poslanců FS přitom žádného jiného nositele příjmení Hájek neuvádí. Jaroslav Hájek je navíc uváděn jako člen výboru ČNR pro národní výbory.
Jistého Jaroslava Hájka 15. sjezd KSČ a 16. sjezd KSČ zvolil za kandidáta Ústředního výboru Komunistické strany Československa.